# Grand Prix automobile des États-Unis 2005
GP précédent GP suivant

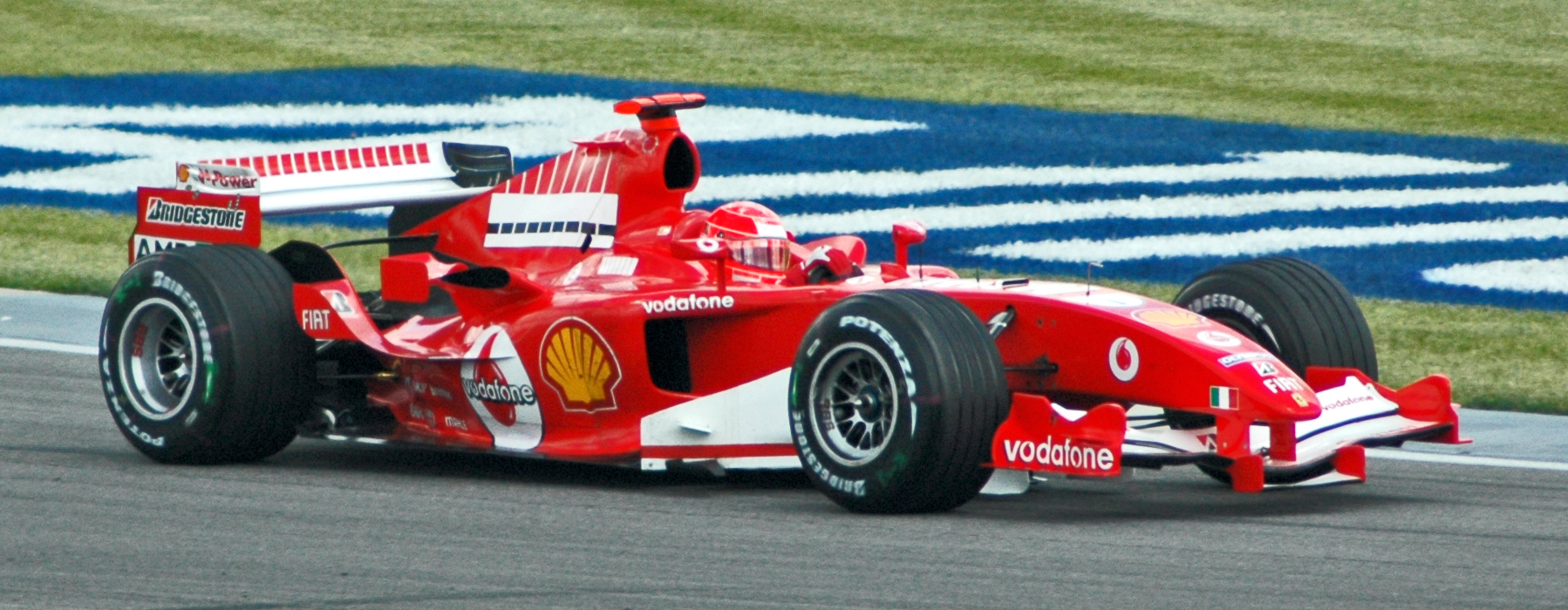
Michael Schumacher gagne son unique Grand Prix de la saison durant cette épreuve.

Le Grand Prix automobile des États-Unis 2005 (2005 Formula 1 United States Grand Prix), disputé le 19 juin 2005 sur l'Indianapolis Motor Speedway est la 740e épreuve de l'histoire du championnat du monde de Formule 1 courue depuis 1950, et la neuvième manche du championnat 2005.
Ce Grand Prix figure dans les annales de la Formule 1 comme la course ayant eu le moins de voitures au départ : seulement six. À la demande de Michelin, les quatorze concurrents chaussés par le manufacturier français ont en effet renoncé à prendre le départ de l'épreuve pour des raisons de sécurité en raison d'une incertitude quant à la résistance de leurs pneus dans le banking. Seules les trois écuries équipées par Bridgestone (la Scuderia Ferrari, Jordan Grand Prix et la Scuderia Minardi) ont donc pris part à la course, remportée par Michael Schumacher.

## Chronologie des événements

### Le resurfaçage du banking

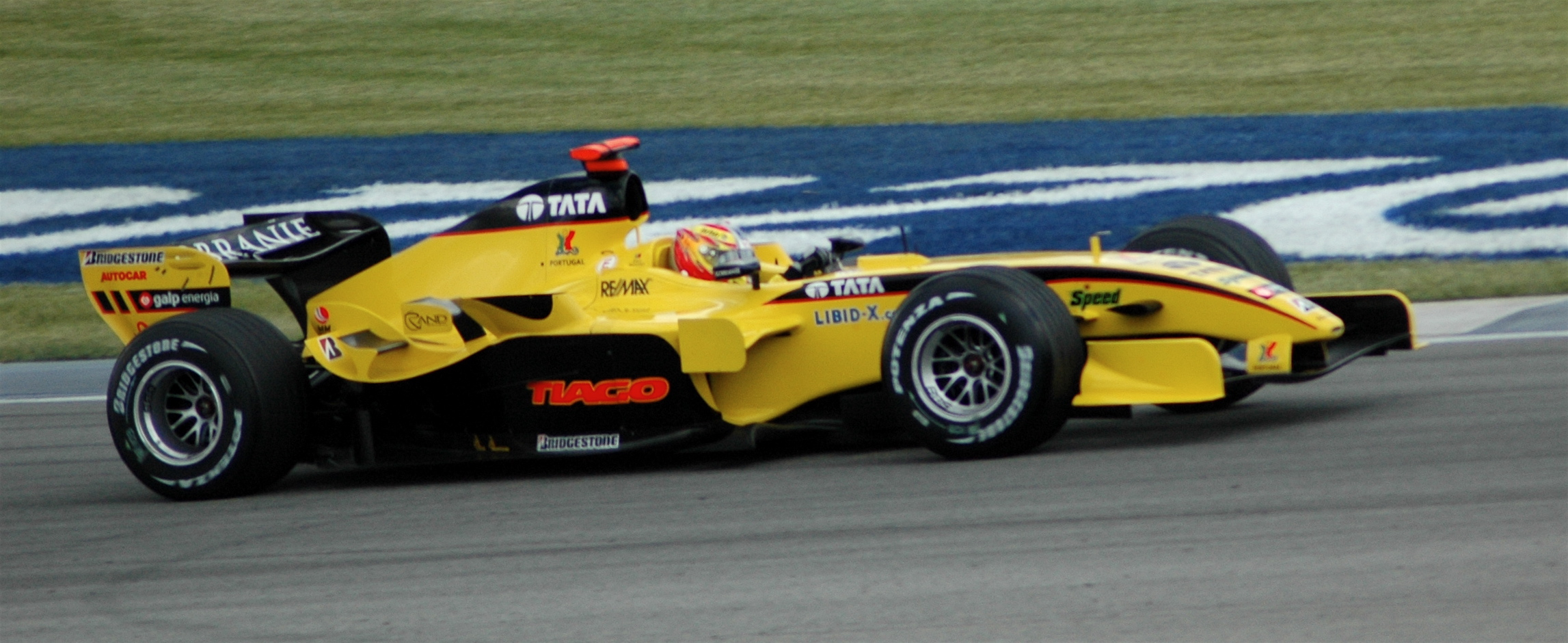
Tiago Monteiro marque ses premiers points et son unique podium en F1 durant cette épreuve.

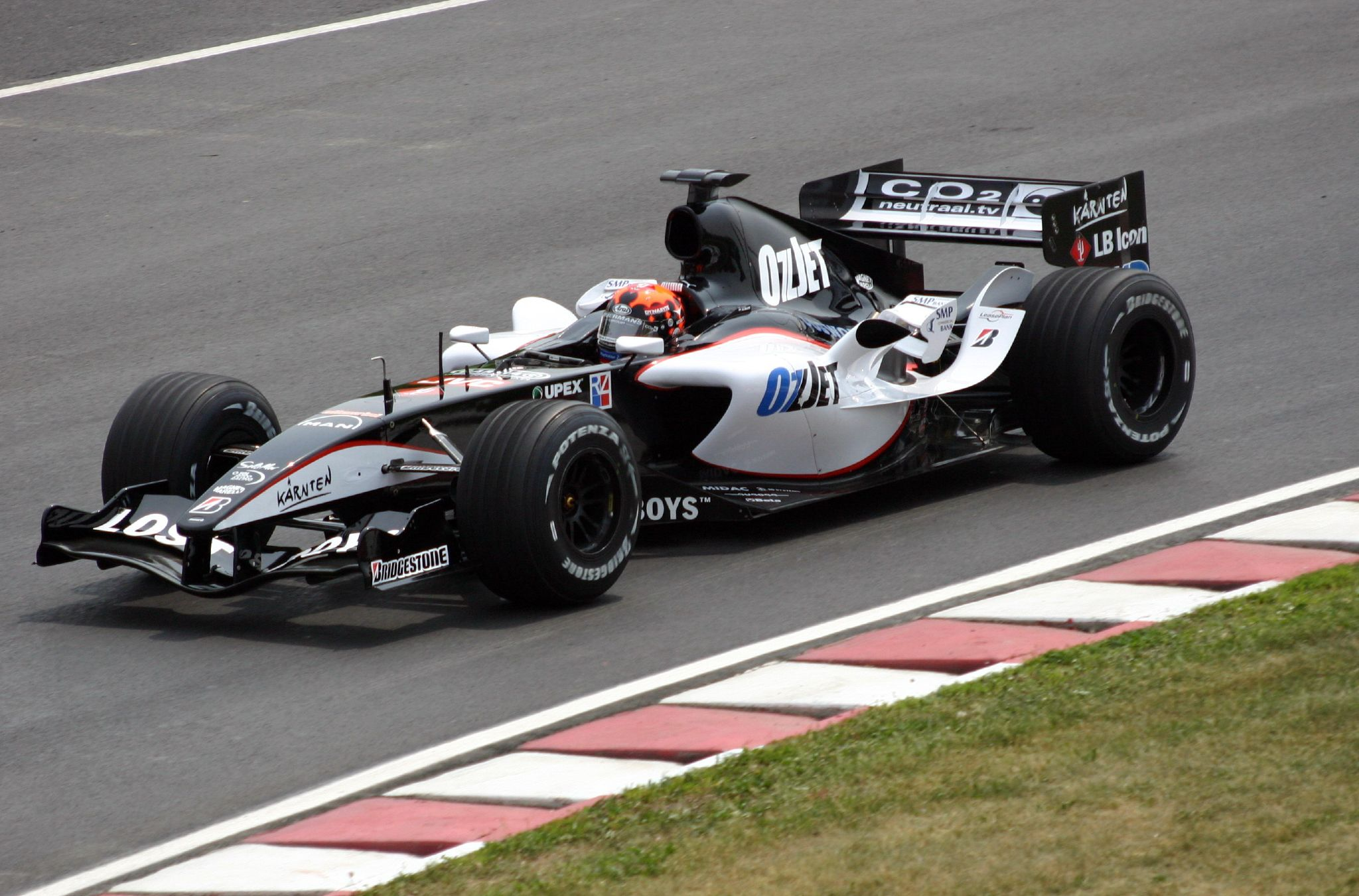
Christijan Albers marque ses seuls points durant cette épreuve.

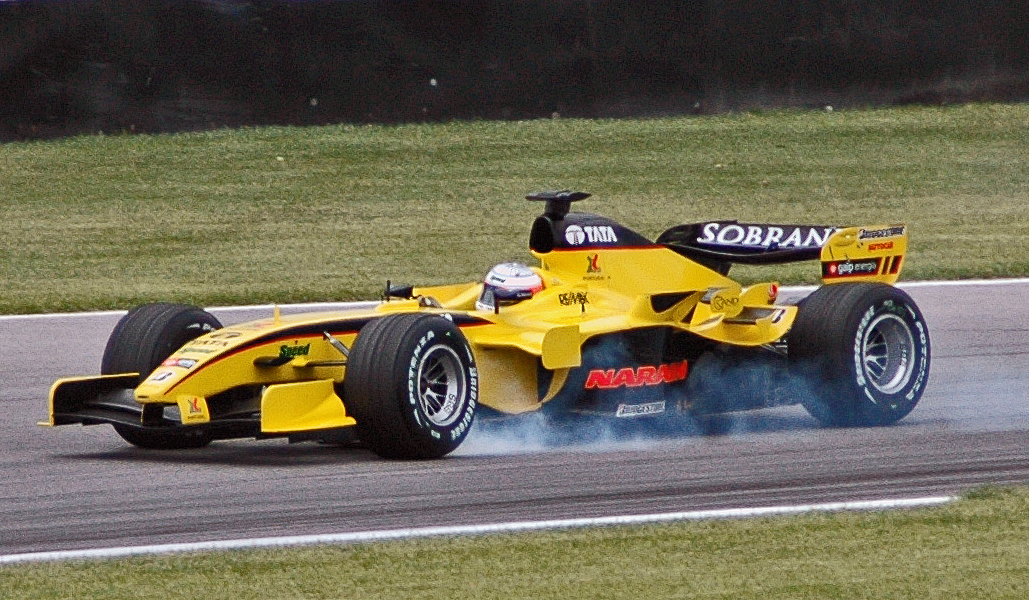
Narain Karthikeyan marque ses seuls points en F1 durant cette épreuve.

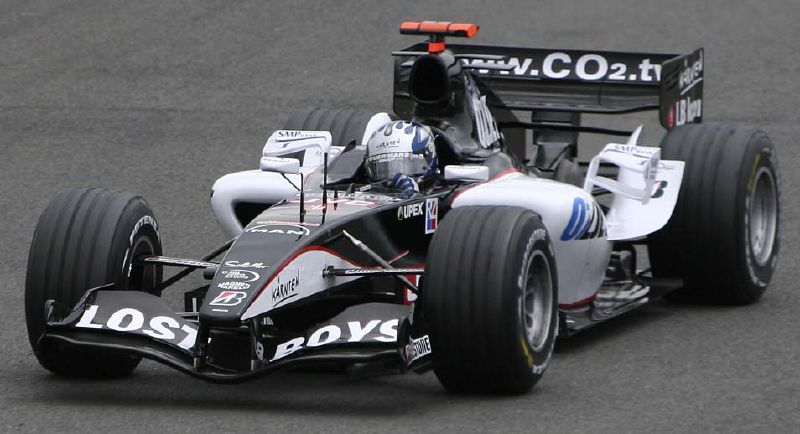
Patrick Friesacher marque ses seuls points durant cette épreuve.

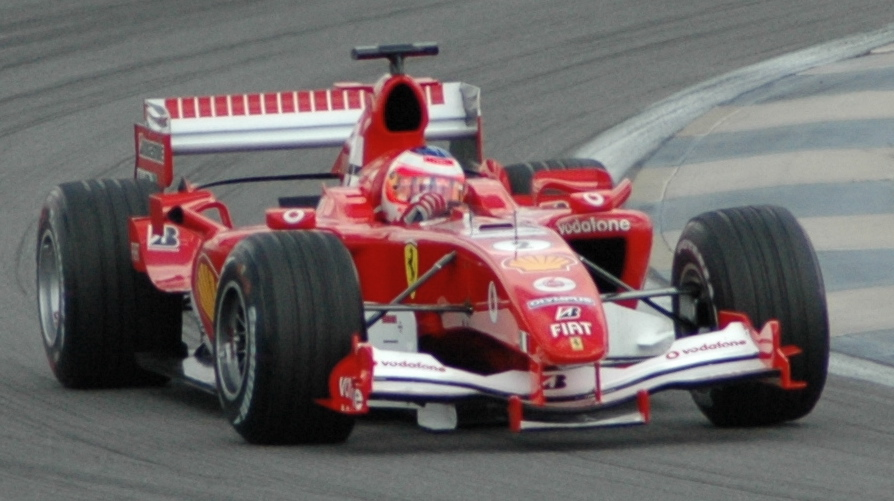
Rubens Barrichello signe son dernier podium de cette saison 2005 durant cette épreuve.

Le virage no 13, un banking, constitue l'attraction du circuit d'Indianapolis dans sa version Formule 1. Il s'agit d'un des quatre virages « relevés » de l'ovale original, lesquels soumettent les pneumatiques à des contraintes latérales particulièrement importantes. La piste d'Indianapolis a été resurfacée (puis meulée pour en accroitre le grip) depuis l'édition précédente et les ingénieurs de Michelin n'ont pas été informés de ce nouvel état de fait ; ils ont donc apporté des pneus dont les spécifications ne sont plus adaptées au nouveau revêtement. Bridgestone, dont la société sœur Firestone équipe les voitures IndyCar participant aux 500 miles, en était informé de fait et a apporté des gommes adaptées.

### Accidents aux essais
Les premiers essais du vendredi sont marqués par le violent accident du pilote allemand Ralf Schumacher dans le banking, à la suite d'une crevaison du pneu arrière gauche de sa Toyota. Ricardo Zonta, le troisième pilote de l'écurie japonaise est également victime d'une défaillance du même type peu de temps après dans un autre virage du circuit. 
Michelin examine ses gommes et, tout en ne comprenant pas la cause de leur défaillance, conclut à leur incapacité à couvrir la distance totale du Grand Prix en supportant des passages répétés à vitesse normale dans le banking. Décision est prise d'acheminer de France un autre type de pneus (d'une spécification identique à celle utilisée quelques semaines plus tôt lors du Grand Prix d'Espagne), mais des tests réalisés au cours du week-end à l'usine indiquent qu'ils ne seront pas non plus en mesure de participer à la course dans des conditions normales.

### Tentatives pour sauver la course

#### Samedi: dialogue Michelin-Whiting
Avertissant la direction de course de son incapacité à fournir à ses écuries des gommes en mesure de participer normalement à la course, Michelin lui demande que la vitesse des concurrents soient réduites dans le virage no 13 en modifiant la configuration du circuit. Charlie Whiting, le directeur de course de la FIA, prend aux mots les responsables de Michelin, et leur propose donc de demander à leurs pilotes de réduire leur vitesse dans le virage no 13. Whiting explique également que d'autres solutions sont ouvertes à Michelin pour prendre part à la course : participer avec un type de gomme différent de celui utilisé aux essais (interdit par le règlement sportif, et donc susceptibles d'entraîner des pénalités) ou bien changer de pneus à intervalles réguliers pendant la course (solution autorisée en cas de problèmes de sécurité avérés mais avec des pénalités en cas de dépassement du nombre de pneus alloués par rapport au règlement). Autant de solutions non retenues par Michelin.

#### Dimanche: vers un Grand Prix «pirate»?
Le dimanche matin, l'ensemble des directeurs d'écuries (à l'exception notable des représentants de la Scuderia Ferrari) se réunit avec Bernie Ecclestone, les responsables de Michelin et Tony George, le président de l'Indianapolis Motor Speedway, afin de trouver un compromis en mesure de garantir la bonne tenue de la course. La solution qui se dégage est celle de l'installation d'une chicane dans le virage no 13 pour ralentir les voitures et permettre aux pneus Michelin d'effectuer la distance totale prévue. En contrepartie, les pilotes chaussés par le pneumatique Michelin seraient inéligibles à inscrire des points.
Le président de la FIA Max Mosley (absent du Grand Prix, c'est de Londres qu'il est mis au courant du déroulement des événements) refuse catégoriquement cette solution arguant du danger que pourrait représenter le rajout improvisé d'une chicane. S'y ajoutent des considérations juridiques vis-à-vis des assurances, susceptibles de ne pas couvrir des accidents ayant lieu sur un circuit non homologué.
L'idée germe chez certains directeurs d'équipe de faire modifier le circuit sans l'accord de la FIA, et donc de disputer une épreuve « pirate », hors championnat, mais sans suite. Dans une interview accordée au mois d'août suivant, le directeur de Minardi Paul Stoddart (qui bien que lié à Bridgestone, souhaitait un compromis en mesure de garantir la présence des pilotes Michelin) révèlera que Mosley a dissuadé les responsables du circuit d'organiser une course sans l'accord de la FIA en les menaçant de représailles, version des faits démentie par la FIA. 
De son côté, la FIA reste ferme et propose aux écuries Michelin de demander à leurs pilotes de ralentir dans le banking (solution rejetée car jugée dangereuse) ou de rentrer aux stands tous les dix tours pour chausser des pneus neufs (solution également rejetée par les équipes Michelin).

### La course
À quelques minutes du départ, personne ne sait encore ce qui va se passer. Les monoplaces prennent place sur la grille et, à la fin du tour de formation, les sept écuries chaussées par Michelin, soit quatorze voitures, rentrent au stand. Les Ferrari, Jordan et Minardi disputent donc seules la course. Rubens Barrichello prend la tête de la course après le premier ravitaillement, au 27e tour, avant que Michael Schumacher ne reprenne la première position au 49e tour, à la suite d'une directive de course donnée par son écurie, pour remporter son unique victoire de la saison.

### Remboursement des billets par Michelin
Michelin a remboursé les billets de tous les spectateurs présents pour la course et achète 20 000 billets en vue de les offrir en 2006 aux spectateurs présents en 2005, une manière de promouvoir le Grand Prix des États-Unis.

## Qualifications
| Pos | N° | Pilote               | Écurie            | Temps          | Écart     |
| --- | -- | -------------------- | ----------------- | -------------- | --------- |
| 1   | 16 | Jarno Trulli         | Toyota            | 1 min 10 s 625 |           |
| 2   | 9  | Kimi Räikkönen       | McLaren-Mercedes  | 1 min 10 s 694 | + 0 s 069 |
| 3   | 3  | Jenson Button        | BAR-Honda         | 1 min 11 s 277 | + 0 s 652 |
| 4   | 6  | Giancarlo Fisichella | Renault           | 1 min 11 s 290 | + 0 s 665 |
| 5   | 1  | Michael Schumacher   | Ferrari           | 1 min 11 s 369 | + 0 s 744 |
| 6   | 5  | Fernando Alonso      | Renault           | 1 min 11 s 380 | + 0 s 755 |
| 7   | 2  | Rubens Barrichello   | Ferrari           | 1 min 11 s 431 | + 0 s 806 |
| 8   | 4  | Takuma Satō          | BAR-Honda         | 1 min 11 s 497 | + 0 s 872 |
| 9   | 7  | Mark Webber          | Williams-BMW      | 1 min 11 s 527 | + 0 s 902 |
| 10  | 12 | Felipe Massa         | Sauber-Petronas   | 1 min 11 s 555 | + 0 s 930 |
| 11  | 10 | Juan Pablo Montoya   | McLaren-Mercedes  | 1 min 11 s 681 | + 1 s 056 |
| 12  | 11 | Jacques Villeneuve   | Sauber-Petronas   | 1 min 11 s 691 | + 1 s 066 |
| 13  | 17 | Ricardo Zonta        | Toyota            | 1 min 11 s 754 | + 1 s 129 |
| 14  | 15 | Christian Klien      | Red Bull-Cosworth | 1 min 12 s 132 | + 1 s 507 |
| 15  | 8  | Nick Heidfeld        | Williams-BMW      | 1 min 12 s 430 | + 1 s 805 |
| 16  | 14 | David Coulthard      | Red Bull-Cosworth | 1 min 12 s 682 | + 2 s 057 |
| 17  | 18 | Tiago Monteiro       | Jordan-Toyota     | 1 min 13 s 462 | + 2 s 837 |
| 18  | 21 | Christijan Albers    | Minardi-Cosworth  | 1 min 13 s 632 | + 3 s 007 |
| 19  | 19 | Narain Karthikeyan   | Jordan-Toyota     | 1 min 13 s 776 | + 3 s 151 |
| 20  | 20 | Patrick Friesacher   | Minardi-Cosworth  | 1 min 14 s 494 | + 3 s 869 |

- Accidenté lors des essais du vendredi, Ralf Schumacher est remplacé chez Toyota pour le reste du week-end par Ricardo Zonta, qui avait également participé aux essais du vendredi, mais en qualité de troisième pilote.

## Classement
| Pos | N° | Pilote               | Écurie            | Tours | Temps/Abandon                      | Grille | Points |
| --- | -- | -------------------- | ----------------- | ----- | ---------------------------------- | ------ | ------ |
| 1   | 1  | Michael Schumacher   | Ferrari           | 73    | 1 h 29 min 43 s 181 (204,648 km/h) | 5      | 10     |
| 2   | 2  | Rubens Barrichello   | Ferrari           | 73    | + 1 s 522                          | 7      | 8      |
| 3   | 18 | Tiago Monteiro       | Jordan-Toyota     | 72    | + 1 tour                           | 17     | 6      |
| 4   | 19 | Narain Karthikeyan   | Jordan-Toyota     | 72    | + 1 tour                           | 19     | 5      |
| 5   | 21 | Christijan Albers    | Minardi-Cosworth  | 71    | + 2 tours                          | 18     | 4      |
| 6   | 20 | Patrick Friesacher   | Minardi-Cosworth  | 71    | + 2 tours                          | 20     | 3      |
| Np. | 16 | Jarno Trulli         | Toyota            | 0     | Non partant                        | 1      |        |
| Np. | 9  | Kimi Räikkönen       | McLaren-Mercedes  | 0     | Non partant                        | 2      |        |
| Np. | 3  | Jenson Button        | BAR-Honda         | 0     | Non partant                        | 3      |        |
| Np. | 6  | Giancarlo Fisichella | Renault           | 0     | Non partant                        | 4      |        |
| Np. | 5  | Fernando Alonso      | Renault           | 0     | Non partant                        | 6      |        |
| Np. | 4  | Takuma Satō          | BAR-Honda         | 0     | Non partant                        | 8      |        |
| Np. | 7  | Mark Webber          | Williams-BMW      | 0     | Non partant                        | 9      |        |
| Np. | 12 | Felipe Massa         | Sauber-Petronas   | 0     | Non partant                        | 10     |        |
| Np. | 10 | Juan Pablo Montoya   | McLaren-Mercedes  | 0     | Non partant                        | 11     |        |
| Np. | 11 | Jacques Villeneuve   | Sauber-Petronas   | 0     | Non partant                        | 12     |        |
| Np. | 17 | Ricardo Zonta        | Toyota            | 0     | Non partant                        | 13     |        |
| Np. | 15 | Christian Klien      | Red Bull-Cosworth | 0     | Non partant                        | 14     |        |
| Np. | 8  | Nick Heidfeld        | Williams-BMW      | 0     | Non partant                        | 15     |        |
| Np. | 14 | David Coulthard      | Red Bull-Cosworth | 0     | Non partant                        | 16     |        |

## Pole position et record du tour
- Pole position : Jarno Trulli en 1 min 10 s 625
- Meilleur tour en course : Michael Schumacher en 1 min 11 s 497 au 48e tour.

## Tours en tête
- Michael Schumacher : 51 (1-26 / 49-73)
- Rubens Barrichello : 22 (27-48)

## Statistiques
- 3e pole position pour Jarno Trulli.
- 1re pole position pour Toyota.
- 84e victoire pour Michael Schumacher.
- 183e victoire pour Ferrari en tant que constructeur.
- 183e victoire pour Ferrari en tant que motoriste.
- 1er podium et premiers points pour Tiago Monteiro.
- 1ers points pour Narain Karthikeyan.
- 1ers points pour Christijan Albers.
- 1ers points pour Patrick Friesacher.
- 1re fois que seules six voitures sont au départ.
- Aucun dépassement en piste n'a eu lieu durant cette course ; les deux seuls dépassements ont eu lieu lors des arrêts aux stands.